# Кайл Брофловски
Кайл Мэтью Брофло́вски (англ. Kyle Matthew Broflovski) — персонаж мультсериала «Южный Парк». Он один из четырёх главных героев, учеников четвёртого класса. Еврей по национальности. Фамилия Кайла, вероятно, восходит к восточноевропейской фамилии Братиславский, Бреславский или Вроцлавский. Одет обычно в ярко-зелёную шапку-ушанку (намёк на восточноевропейское происхождение семьи Кайла), оранжевую курточку, темно-зелёные штаны и зелёные перчатки. В эпизоде «Список» за семейным столом Кайлу были поданы кныши (белорусское блюдо), что также намекает на восточноевропейское происхождение семьи Кайла. Кайл даже спит в ушанке, когда у него перевязана голова, то бинты наложены поверх шапки, но в тех редких сериях, где он её снимает, видна пышная ярко-красная причёска в стиле афро (первый эпизод, где видна причёска Кайла, — «Как питаться с помощью задницы»; этот эпизод является отсылкой к фильму Паркера и Стоуна «Каннибал! Мюзикл», где персонаж озвучивающего Кайла Стоуна, носящий похожую шапку, снимает её, удивляя всех своим пышным афро).
Номер дома Брофловски — 1002.

## Личность
Кайл — отличник, один из самых развитых и сообразительных учеников. Он единственный еврей в классе, за что над ним регулярно издевается Картман. Наиболее известная реплика Кайла — «Сволочи!» (в ответ на фразу Стэна «Они убили Кенни!»).
Кайл Брофловски быстро обучается и ухватывает суть предмета. Он реалист, прагматик и скептик, наиболее разумно из всех смотрящий на вещи, не верящий в мистику и предрассудки, привыкший ничего не принимать на веру. Когда жителей Южного парка и его друзей охватывает какое-нибудь новое увлечение, Кайл не желает «быть как все» и зачастую активно противостоит новой моде (особенно хорошо это видно в сериях «Чинпокомон», «Голубой Саут-Парк» и «Мюзикл начальной школы»). Впрочем, нередко и Кайл попадает под влияние какого-нибудь нового веяния, чаще всего попадает под воздействие какого-нибудь шарлатана или «духовного лидера». Причём в этом случае Кайл со всей своей искренностью становится самым ревностным сторонником и дольше других друзей остаётся верен новой идее.
По происхождению Кайл является иудеем, но по поведению больше похож на атеиста (см. еврейский атеизм). Тем не менее, под влиянием родителей, куда более серьёзно относящихся к вопросам религии, он соблюдает некоторые еврейские традиции (например, проходил обряд брит мила, празднует Хануку, поразмышлять о жизни приходит в синагогу). В некоторых сериях менял вероисповедание: был крещён, отрекался от веры. Кайл серьёзней всех относится к происходящему вокруг; во многих сериях он пытается глубоко анализировать свою веру, события, происходящие в обществе и отношения между людьми. Нередко фраза «Сегодня я многое понял», зачастую произносимая героями в конце серии, произносится именно Кайлом, делающим разумный вывод из той или иной ситуации.
Будучи умным и сообразительным ребёнком, Кайл при желании может добиваться многого, порой за гранью возможного: в эпизоде «История о мерзком приставании» Кайл очень хотел пойти на концерт, но его родители поставили, как им казалось, невыполнимое условие: построить демократию на Кубе, однако Кайл это сделал за один вечер, написав трогательное письмо Фиделю Кастро.
В то же время Кайл крайне впечатлителен и его глубоко задевает происходящее вокруг или с ним самим. Наряду с Картманом, он один из самых эмоциональных учеников; поэтому часто, сам этого не сознавая, он действует под влиянием своих чувств. Остро реагируя на ненормальные явления, которые остальным городским жителям кажутся в порядке вещей, он иногда испытывает настоящий шок. Например, в эпизоде «Страсти жидовы» смотря фильм «Страсти Христовы», он был настолько потрясён, что его стошнило прямо в кинотеатре, а ночью ему снились кошмары. Чуть позже этот фильм смотрят Стэн и Кенни: весь сеанс они сидят с равнодушными лицами и в конце фильма приходят к выводу, что «фильм — отстой».
Помимо острой реакции на происходящее вокруг, он нередко оказывается жертвой собственной эмоциональности от происходящего с ним самим. Почти не реагируя на насмешки Картмана, Кайл обычно держит себя в руках и умеет сдерживать чувства. Но иногда его терпение кончается, он приходит в ярость и готов на неординарные поступки. Может решиться на опрометчивый, безумный шаг, о котором потом будет искренне жалеть. Например, в эпизоде «Новая модная вагина мистера Гаррисона», после того как Кайла не взяли в команду по баскетболу (поскольку в команду брали только высоких афроамериканцев), он сделал пластическую операцию, чтобы полностью превратиться в настоящего высокого чернокожего баскетболиста. В серии «Список» после того, как Кайл в результате заговора оказывается на последнем месте в списке мальчиков класса по красоте, он пытается поджечь школу. Причина его эмоциональной неустойчивости раскрывается в эпизоде «Это Джерси» — оказывается, его мать родом из Нью-Джерси и жила там, когда была беременна им, а люди из Нью-Джерси, по смыслу серии, психованные и срываются по пустякам.
Кайл умеет играть на гитаре, достигает огромных успехов в игре «Guitar Hero», адекватно обращается с оружием, а также является первоклассным хакером и одним из лучших игроков в американский футбол и баскетбол в школе.
Известно, что Кайл болен диабетом.

## Взаимоотношения
У Кайла очень сложные отношения с Картманом (особенно обострившиеся с 6 сезона сериала; поначалу Эрик не так часто смеялся над его национальностью и не был так агрессивен к нему). Начавшись с простых насмешек Кайла над комплекцией Картмана, а Эрика — над национальностью своего приятеля, постепенно конфликт дорос до уровня злобы и ненависти по отношению друг к другу. Насмешки Картмана доводят Кайла до такого состояния, что, узнав о диагностированном Картману СПИДе (1201), Кайл начинает хохотать. Также, в эпизоде «Рыжие дети» он избивал Картмана дубинкой и никак не мог остановиться, а в эпизоде «Улётное время» говорит в лицо Картману, что ненавидит его. Тем не менее, Кайл считает Картмана своим другом и иногда даже выручает его. Например, в серии «Это Джерси» Кайл спасает Картмана от «Снуки» (пародия на одну из участниц телепередачи «Жара в Нью-Джерси» Николь «Снуки» Полиззи) — существа, которое пыталось изнасиловать Картмана, а в серии «Жидокабра» Кайл сначала игнорирует попавшего в ловушку Эрика, но затем угрызения совести заставляют его освободить друга. В нескольких сериях Кайл принимает сторону Картмана («Самый большой говнюк во вселенной», «Спортивная ассоциация наркозависимых мужчин», «Ассбургеры», «Фейтхиллинг»). Несмотря на плохие отношения между ними, и Картман, и Кайл считают друг друга неотъемлемой частью своей компании друзей.
С остальными друзьями у Кайла хорошие ровные отношения. С Кенни у Кайла, как правило, нет конфликтов, что не мешает Кайлу периодически насмехаться над бедностью семьи Кенни. Тем не менее, именно Кайл больше всех переживает, когда показывает искреннюю и неподдельную заботу о Кенни, в серии «Кенни умирает» Кайл единственный, кто всю серию поддерживал Кенни, когда тот лежал в больнице со смертельной болезнью.
Лучший друг Кайла — Стэн, фактически всё они делают вместе, в трудных ситуациях Кайл приходит за помощью в первую очередь именно к Стэну, они несколько раз спасали друг другу жизнь, признавались в лучшей дружбе. Их недолгие ссоры (как например в сериях «Доисторический ледяной человек», «Следи за яйцом!», «Загадка о дерьме в писсуаре») быстро заканчиваются. Даже в заставке Стэн и Кайл поют вместе. Кайл всегда участвует в общих приключениях детской компании. Несмотря на то, что, когда главные герои начали теснее общаться с Баттерсом, Кайл поначалу издевался над ним, позже их отношения переросли в дружбу: в эпизоде «Каса-Бонита» он приглашает его на день рождения, и в дальнейшем иногда пытается защитить от дурного влияния Эрика. Также Кайл некоторое время крайне привлекал Бебе. В эпизоде «Увлекательная фонетика с обезьянкой» влюбляется в девочку по имени Ребекка, которая обучается на дому. В эпизоде «Картман находит любовь» в школу пришла новая девочка по имени Николь и ей понравился Кайл, что не устроило Картмана (так как он считал, что Николь обязана быть с Токеном). Картман наврал Николь о том, что он с Кайлом пара, но Кайл это никогда не подтверждал. В конце эпизода «Правда и реклама» Лесли переманила Кайла на свою сторону и после этого в «Последнее правосудие П. К. Директора» Кайл начал защищать Лесли, так как она ему (может быть) понравилась. В эпизоде «Двойная упёртость» Кайл совсем не понимал, почему Хайди встречается с Картманом. Он поговорил с Хайди об этом, после чего сказал девочкам, чтобы они больше не говорили с ней об этом. Девочки спросили, почему Кайла это так волнует, будто ему небезразлична Хайди. После этого Кайл понял, что он влюбился в Хайди, но Хайди послушала Картмана и дала Кайлу понять, что у них ничего не выйдет.
Кайл любит своих родителей (впрочем, судя по эпизоду «Список», он считает их довольно уродливыми), хотя нередко они обижают его; кроме того, он боится своей матери, часто в приступе гнева подавляющей его. Кайл очень дорожит своим приёмным братом Айком, хотя, когда в эпизоде «Пиписька Айка» узнал, что он приёмный, то поначалу возненавидел. Кайл очень любит играть с Айком в игру «Пни малыша».

## Смерть и воскрешение
В эпизоде «Воображляндия, эпизод II» Кайл погибает в результате атаки пришедшего из Воображляндии Челмедведосвина. Когда врачи объявляют, что он мёртв, Картман в ужасе начинает пытаться делать ему массаж сердца и говорить слова о том, что Кайл должен бороться, потому что тот обещал Картману пососать его яйца; внезапно тот кашляет и оживает. В заключительном эпизоде этой трилогии, «Воображляндия, эпизод III», Кайл вместе со Стэном и Картманом погибает в результате взрыва атомной бомбы в Воображляндии. Однако благодаря Баттерсу, который воображает, чтобы всё в Воображляндии вернулось к довоенному состоянию, все они оживают.
Кайл был на грани смерти в эпизодах «Тампоны из волос чероки», «Суперлучшие друзья», «Картманлэнд», однако благодаря помощи Стэна выживал.
В серии «Рождество у лесных тварей» Кайл умер от СПИДа — но это произошло только в сказочной истории, рассказанной Картманом в школе.

## Комментарии
1. ↑  см. эпизод 204
2. ↑  см. эпизод 315
3. ↑  см. эпизод 506